# Solanum palmillae
Solanum palmillae là loài thực vật có hoa trong họ Cà. Loài này được Standl. miêu tả khoa học đầu tiên năm 1930.